# Stillicidium
Stillicidium, uma goteira com caleira para a água dos beirais (stilla, gota, cadere, cair), é o termo em arquitetura dado por Vitrúvio (v. 7) aos beirais gotejantes do telhado do templo etrusco.
Beirais gotejantes semelhantes existiam na maioria dos templos dóricos gregos, em contraste com os templos jônicos, onde a água do telhado era coletada na cimalha ou calha e jogada para fora pelas bocas dos leões, cujas cabeças eram esculpidas na cimalha.
No direito civil romano, o gotejamento de água dos beirais de uma casa. A servidão stillicidii consiste no direito de ter a água gotejante dos próprios beirais sobre a casa ou o chão de outrem. O termo "flumen" designava a água da chuva coletada do telhado e levada pelas calhas, e há uma servidão semelhante que a despeja na propriedade adjacente.